# Santibáñez de Valcorba
Santibáñez de Valcorba – gmina w Hiszpanii, w prowincji Valladolid, w Kastylii i León, o powierzchni 24,17 km². W 2011 roku gmina liczyła 178 mieszkańców.